# Kecamatan Bonegunu
Kecamatan Bonegunu är ett distrikt i Indonesien.   Det ligger i provinsen Sulawesi Tenggara, i den centrala delen av landet, 1 800 km öster om huvudstaden Jakarta. Kecamatan Bonegunu ligger på ön Pulau Buton.